# Đồi Chóp Chài
Đồi Chóp Chài là một di tích lịch sử thuộc xã Tam Đại, thị xã Tam Kỳ. Nay là một xã của huyện Phú Ninh, Quảng Nam. Nơi đây là đồn kháng chiến của Quân đội Nhân dân Việt Nam trong thời Chiến tranh Việt Nam.
Đồi Chóp Chài nằm bên bờ hồ thủy điện Phú Ninh, cao khoảng 600 m so với mực nước biển và cách thị xã Tam Kỳ 7 km về phía Tây. Hồ Phú Ninh là công trình thủy lợi quy mô lớn, với diện tích mặt nước 3.433 ha và 23.000 ha rừng phòng hộ cùng 30 đảo nhỏ và các bán đảo xinh đẹp như một vịnh Hạ Long thu nhỏ, đặc biệt có suối nước nóng. Nơi đây là chỗ nghỉ chân lý tưởng của du khách khi đến tham quan hồ Phú Ninh.
Năm 1997, đồi Chóp Chài được công nhận là Di tích Văn hóa-Lịch sử cấp tỉnh.
"...Đây Chóp Chài, một thời đạn bom đau thương
Chuyện lòng hồ rạng ngời tình yêu quê hương..."